# Remigia Nazaroviene
Remigia Nazaroviene (Asjabad, Turkmenistán, 2 de junio de 1967) es una atleta lituana nacida en Turkmenistán, especializada en la prueba de heptalón en la que llegó a ser medallista de bronce mundial en 1997.

## Carrera deportiva
En el Mundial de Atenas 1997 ganó la medalla de bronce en la competición de heptalón, con una marca de 65.66 puntos, siendo superada por la alemana Sabine Braun (oro con6739 puntos) y la británica Denise Lewis (plata con 6654 puntos).